# Ptychadena neumanni
Espèce
Synonymes
- Rana neumanni Ahl, 1924
- Ptychadena largeni Perret, 1994

Statut de conservation UICN

 LC  : Préoccupation mineure
Ptychadena neumanni est un amphibiens de la famille des Ptychadenidae.

## Répartition
Cette espèce est endémique des hauts plateaux de la vallée du Grand Rift au centre de l'Éthiopie. Elle se rencontre entre 820 et 3 800 m d'altitude,.

## Taxinomie
Ce taxon pourrait regrouper plusieurs espèces.

## Étymologie
Cette espèce est nommée en l'honneur d'Oskar Neumann.

## Publications originales
- Ahl, 1924 : Über eine Froschsammlung aus Nordost-Afrika und Arabien. Mitteilungen aus dem Zoologischen Museum in Berlin, vol. 11, p. 1-12.
- Perret, 1994 : Description de Ptychadena largeni n. sp. (Anura, Ranidae) d'Éthiopie. Bulletin de la Societe Neuchateloise des Sciences Naturelles, vol. 117, p. 67-77 (texte intégral).